# Club des échecs
Le Club des échecs était un club politique royaliste constitué pendant la Révolution.
Installé au Palais-Royal devenu Palais-Égalité, le club des échecs fut fermé par un arrêté du Directoire du 8 ventôse an IV (26 février 1796).